# Volta de ventall
La volta de ventall és un tipus de volta de creueria desenvolupada durant el gòtic tardà en la qual els nervis són nombrosos i es desenvolupen en forma de ventall. És un element arquitectònic típic d'Anglaterra, en les fases finals del gòtic anomenades gòtic perpendicular i estil Tudor.

## Origen i difusió
L'origen d'aquesta volta s'ha detectat a Gloucester entre 1351 i 1377; i l'exemple més antic que se n'ha conservat són les voltes del passadís est del claustre de la catedral de Gloucester, construït per Tomàs de Cambridge, que hauria aixecat també unes voltes de ventall (avui desaparegudes, encara que se'n conserva un dibuix de William Stukeley) a la sala capitular de la catedral de Hereford, on va deixar de treballar el 1364.
La volta de ventall més gran del món és la de la capella del King's College de Cambridge, construïda entre 1512 i 1515 per John Wastell, assessorat per William Vertue, que havia experimentat aquesta forma a l'abadia de Bath (des de 1501). Un altre bon exemple és la volta sobre l'escala del col·legi Christ Church (Oxford), de 1640.
Encara que la volta de ventall es va restringir a Anglaterra, s'ha proposat que Caterina d'Aragó (esposa d'Enric VIII i filla dels Reis Catòlics) va poder influir en l'elecció d'una forma similar per a les voltes de la catedral de Barbastre (la forma de la qual en realitat és la de volta estrelada, no gaire diferent a les de la Llotja de Saragossa o de la Llotja de València).

## Descripció
La diferència principal amb la volta de creueria tradicional és l'abandó de la corba convencional de l'arc apuntat i la seva substitució per diverses corbes formades per arcs d'el·lipse, cosa que permet col·locar totes les claus en un mateix pla i dona com a resultat una successió de piràmides curvilínies.

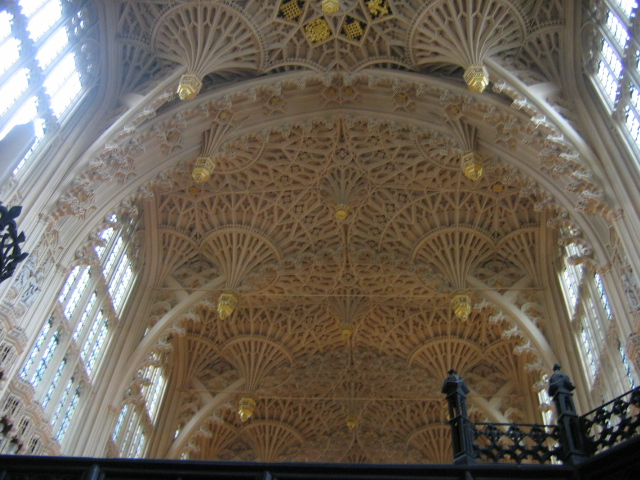
Volta de ventall a la capella d'Enric VII a l'abadia de Westminster
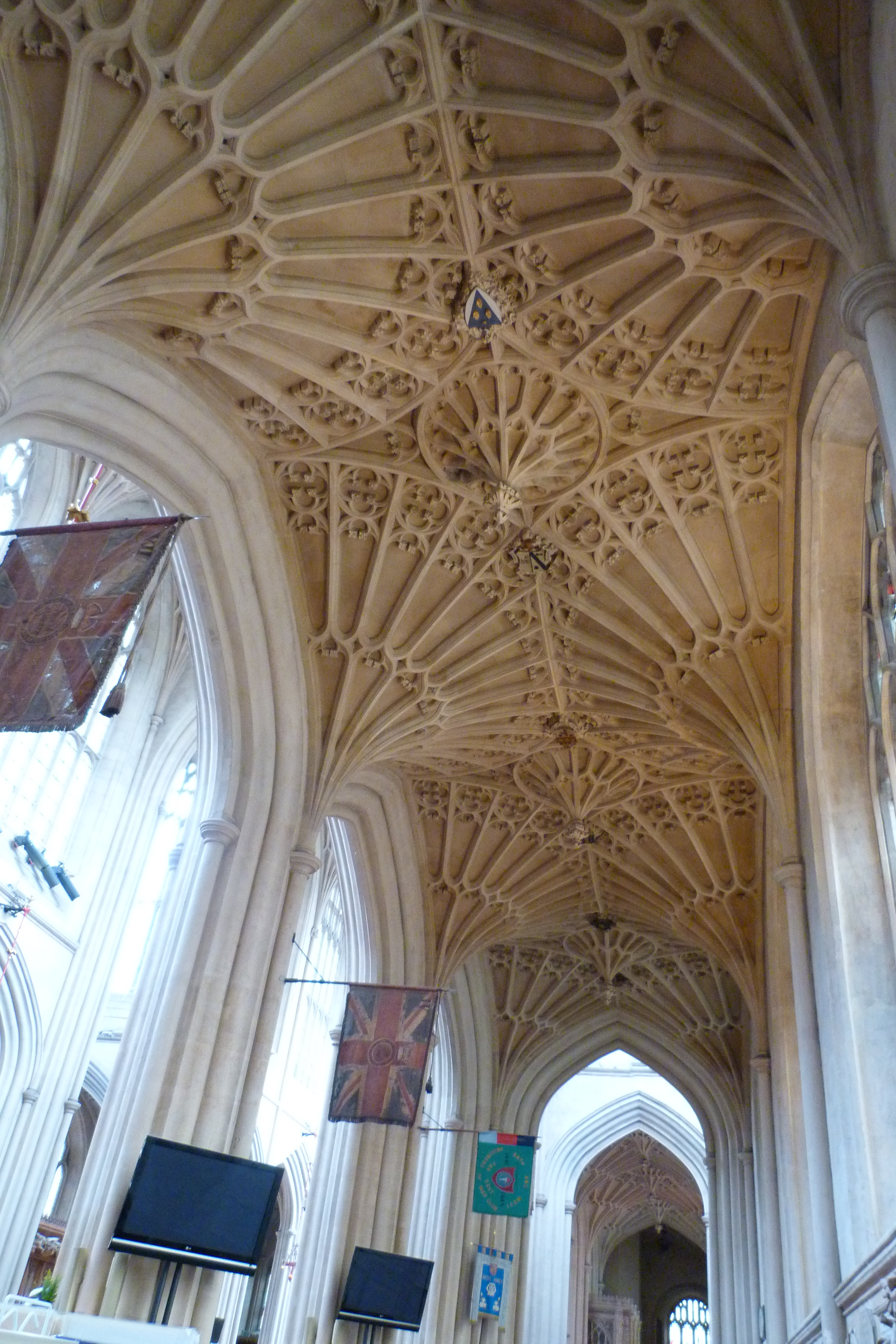
Abadia de Bath
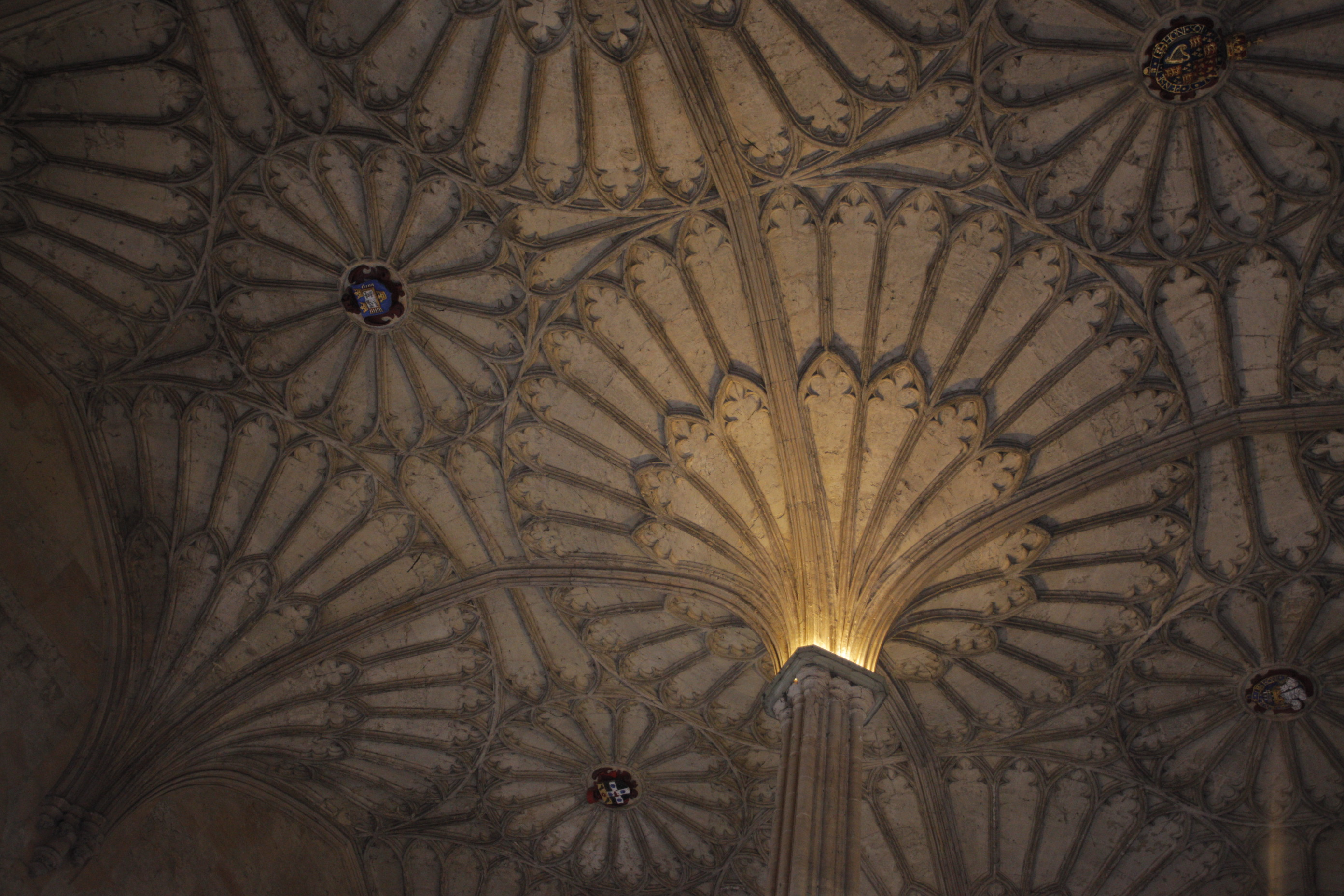
Volta de ventall a l'escala del Christ Church College, Oxford
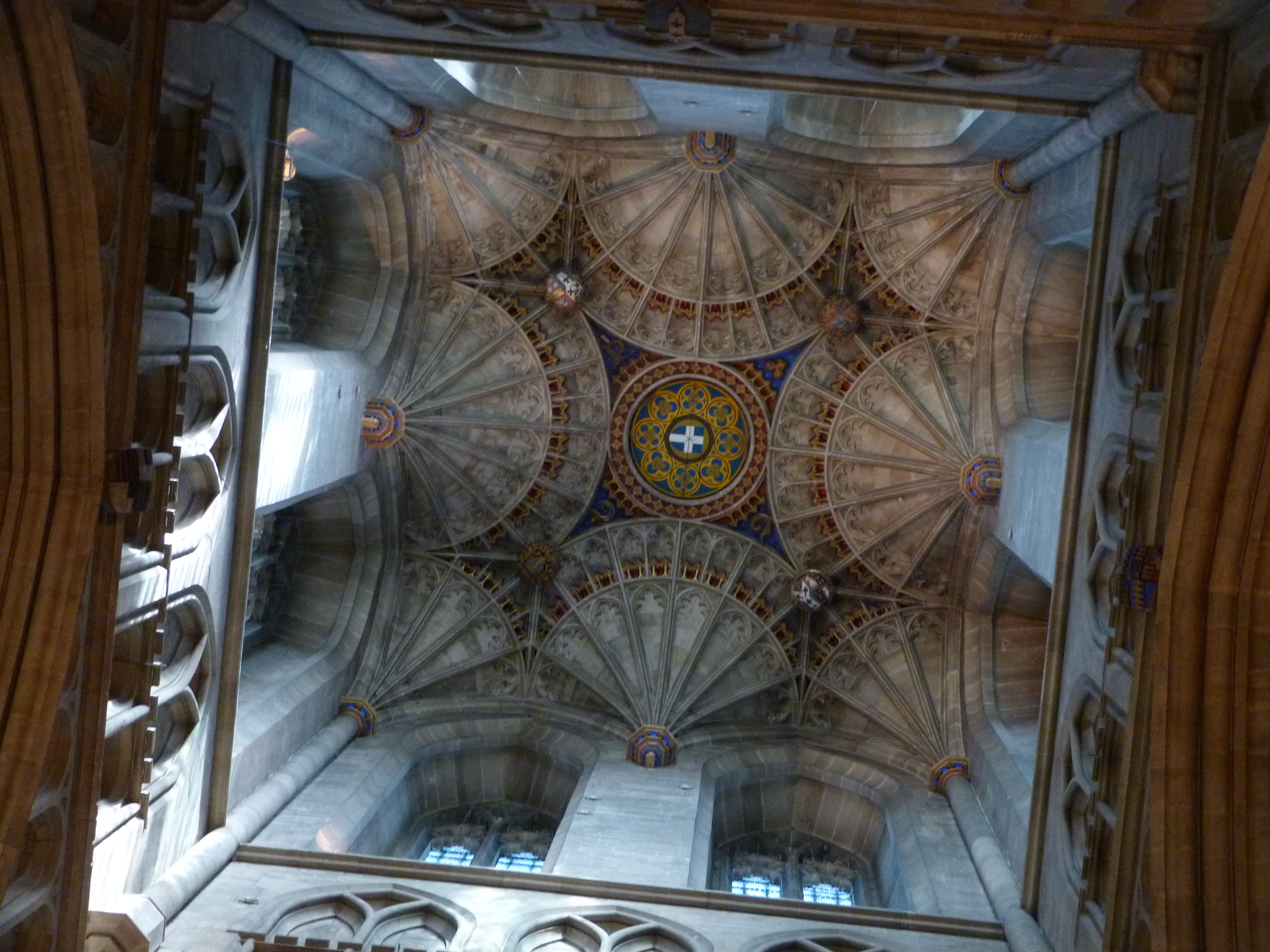
Catedral de Canterbury, volta de ventall del creuer
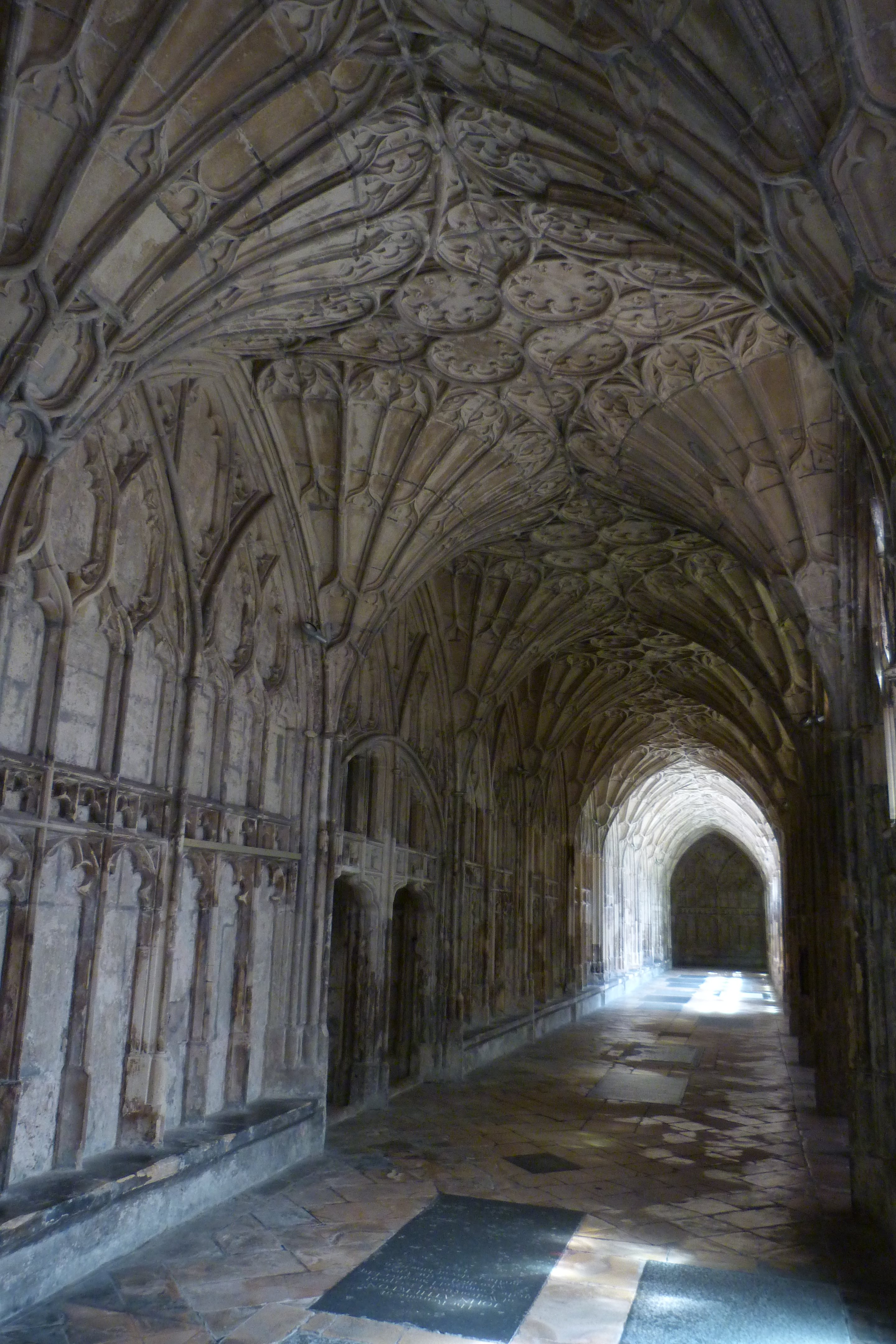
Claustre de la catedral de Gloucester

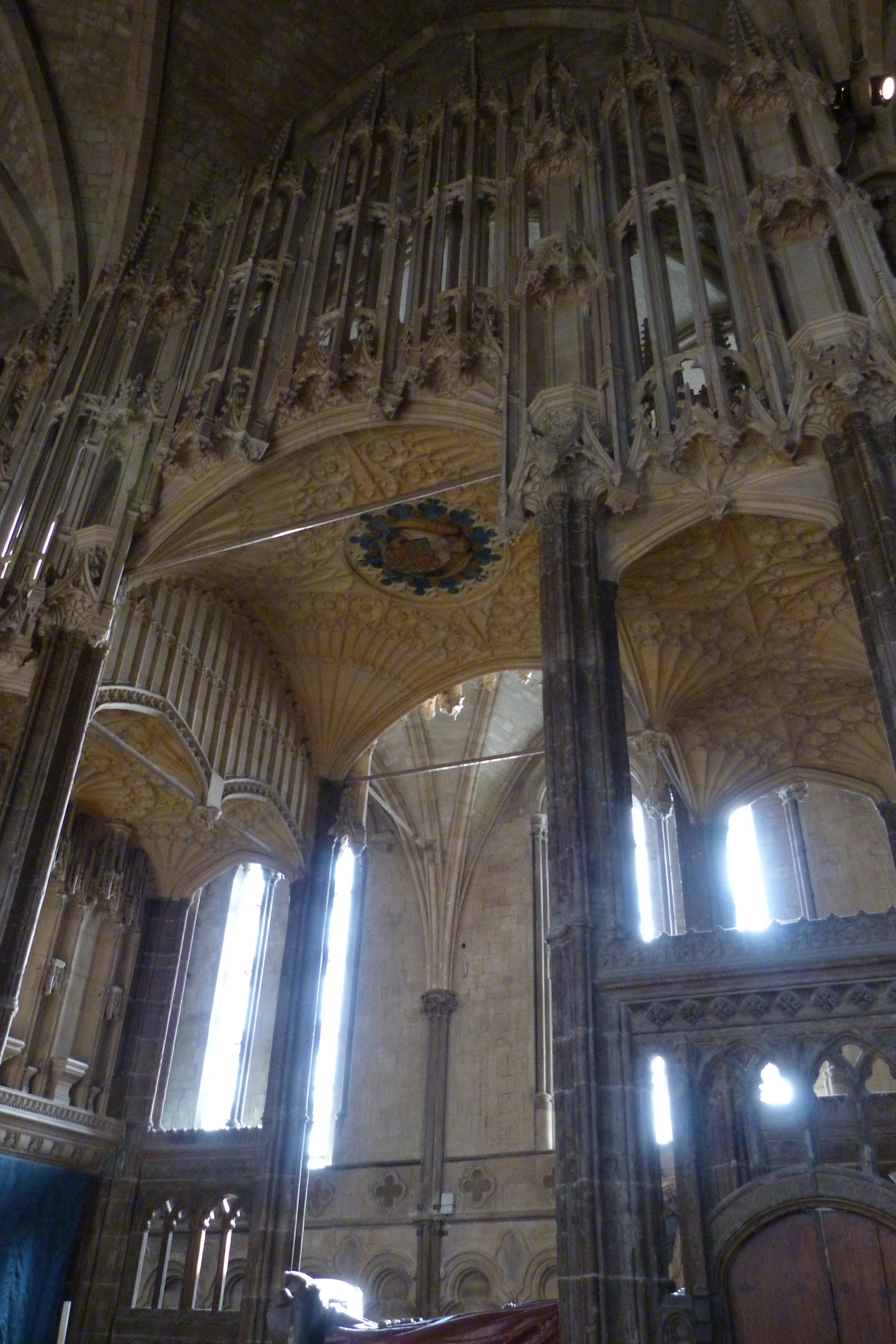
Capella del xantre, de Henry Beaufort, a la catedral de Winchester
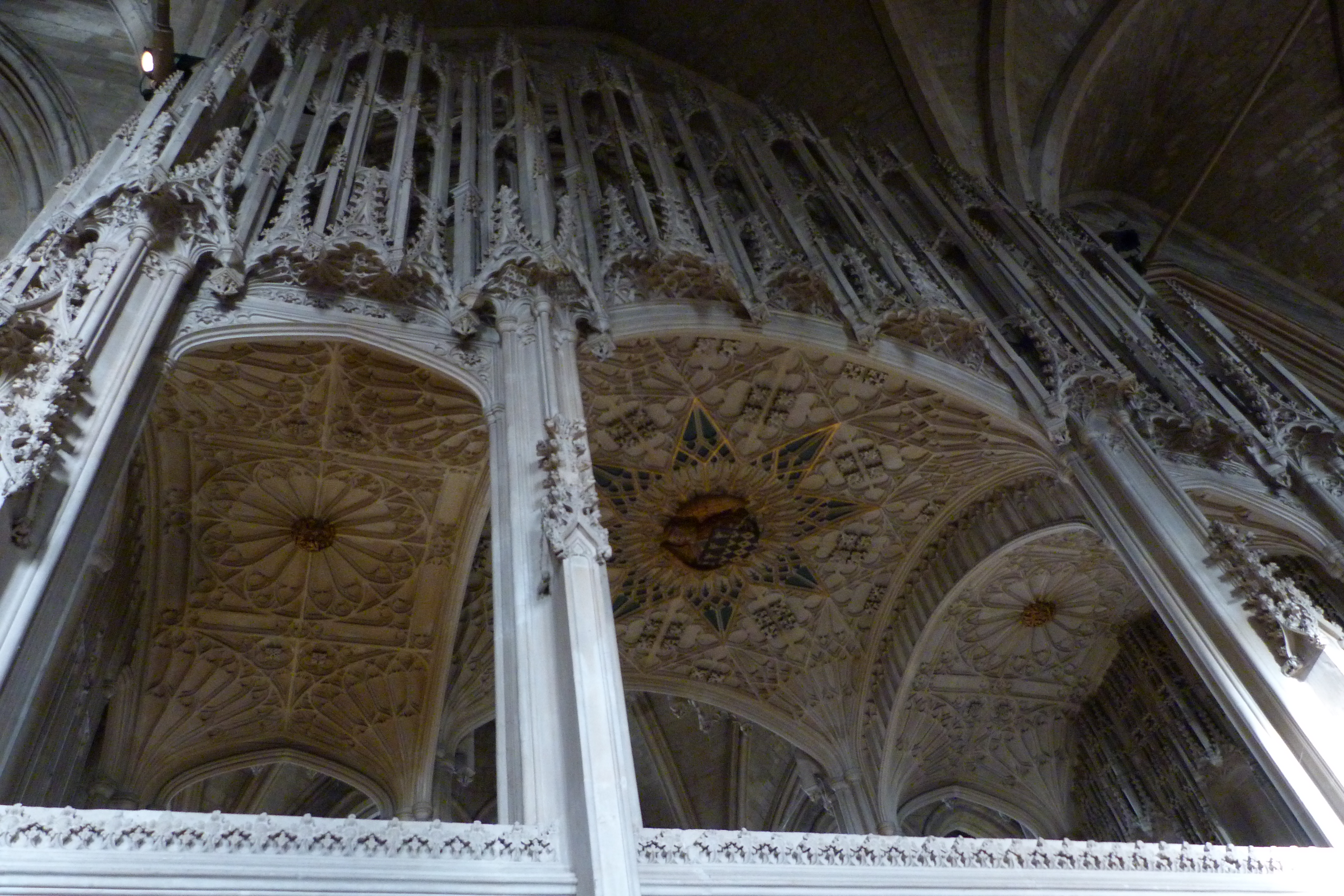
Capella del xantre, de William Waynflete, a la catedral de Winchester
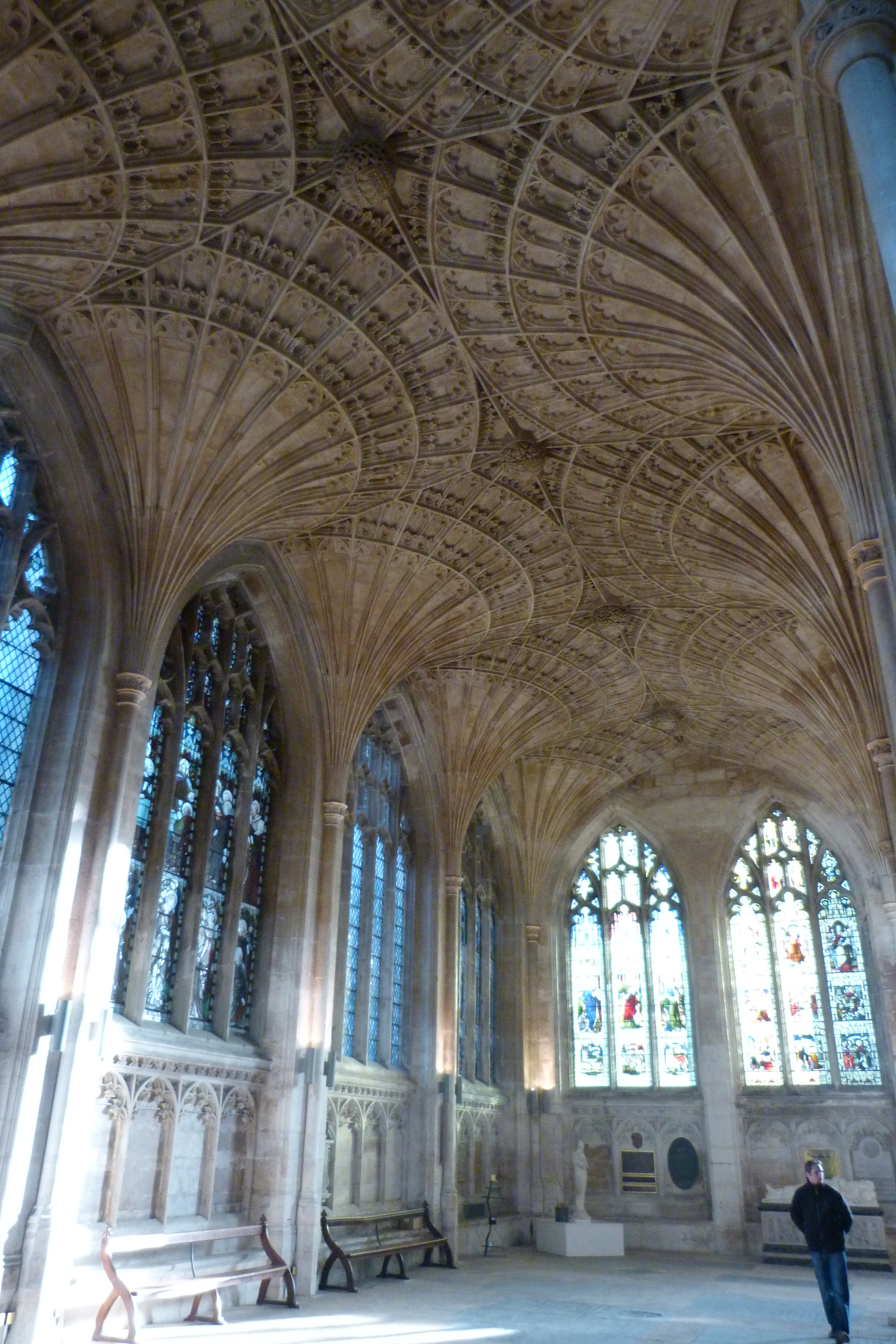
Catedral de Peterborough, rerecor
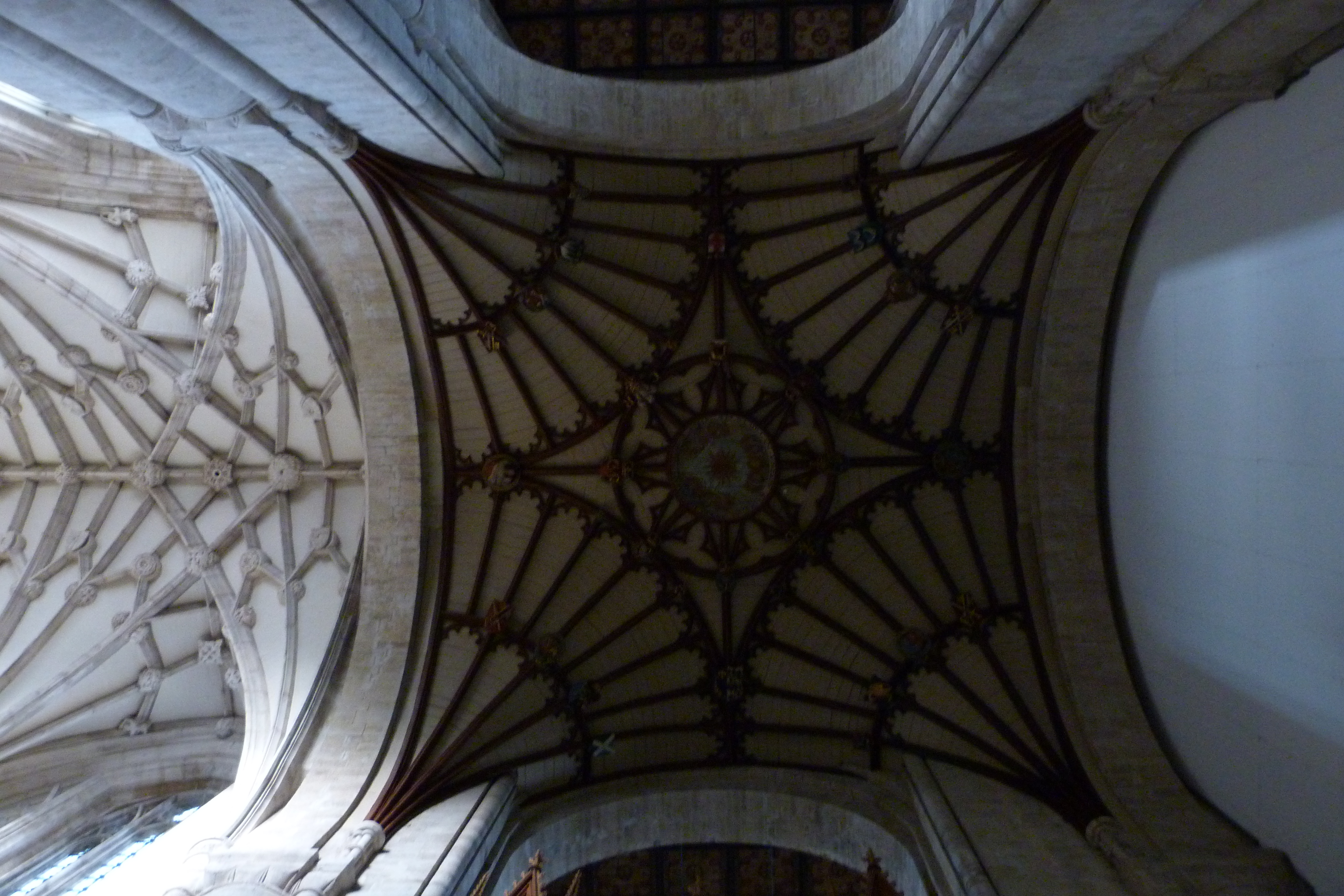
Catedral de Winchester

Els nervis del ventall tenen tots la mateixa corba i estan col·locats de forma equidistant, disposats sobre una superfície corba contínua, i no tots tenen la missió de repartir càrregues sinó que la majoria tenen una funció purament estètica: les forces de càrrega es transmeten pels meridians. El resultat final era un sostre ondulant, de gran solidesa a pesar que no tots els nervis foren de càrrega.